# Андриамахазу, Жиль
Жиль Андриамахазу (малаг. Gilles Andriamahazo; 13 мая 1919 — 14 сентября 1989) — мадагаскарский военный и государственный деятель, Председатель Национального Военного Руководящего Комитета с 12 февраля по 15 июня 1975 года.

## Биография
Жиль Андриамахазу родился 13 мая 1919 года в Тауланару, в регионе Аноси на Мадагаскаре. Поступил на военную службу. Участвовал во Второй мировой войне в составе вооружённых сил Франции. В 1950-х годах принимал участие войне Франции против алжирцев. Ушел в отставку в чине офицера в 1976 году.

### На посту президента
После убийства президента Ришара Рацимандравы, бригадный генерал Жиль Андриамахазу с группой военных 12 февраля 1975 года захватил власть: учредил Национальный Военный Руководящий Комитет, и стал его председателем (фактически президентом Мадагаскара). Исполнял обязанности главы государства до 15 июня 1975 года, когда ушел в отставку в пользу Дидье Рацираки. Ему приписывается предотвращение гражданской войны во время напряженности, последовавшей после убийства Рацимандравы.
Жиль Андриамахазу умер 14 сентября 1989 года от сердечного приступа в возрасте 70 лет.